# Chemault
Chemault est une commune française associée située dans le département du Loiret et la région Centre-Val de Loire.
En 1974, Chemault, perd son autonomie et est associée à la commune de Boiscommun (code INSEE : 45035).

## Culture

### Feu de Saint Jean
Chaque année, le feu de Saint-Jean est organisé au bord de la Rimarde à Chemault.

## Démographie
| 1793 | 1800 | 1806 | 1821 | 1831 | 1836 | 1841 | 1846 | 1851 |
| ---- | ---- | ---- | ---- | ---- | ---- | ---- | ---- | ---- |
| 405  | 437  | 461  | 426  | 526  | 497  | 485  | 459  | 473  |

| 1856 | 1861 | 1866 | 1872 | 1876 | 1881 | 1886 | 1891 | 1896 |
| ---- | ---- | ---- | ---- | ---- | ---- | ---- | ---- | ---- |
| 481  | 474  | 484  | 474  | 471  | 469  | 440  | 411  | 413  |

| 1901 | 1906 | 1911 | 1921 | 1926 | 1931 | 1936 | 1946 | 1954 |
| ---- | ---- | ---- | ---- | ---- | ---- | ---- | ---- | ---- |
| 388  | 370  | 355  | 310  | 316  | 272  | 270  | 287  | 262  |

| 1962 | 1968 | - | - | - | - | - | - | - |
| ---- | ---- | - | - | - | - | - | - | - |
| 229  | 215  | - | - | - | - | - | - | - |

## Personnalités liées à la commune
- Marie Touchet (1549-1638), maitresse du roi de France Charles IX[pourquoi ?] ;
- Marie-Charlotte de Balzac d’Entragues (1588-1664), maitresse du roi de France Henri IV a vécu au château de Chemault.